# Вивітрювання та окиснення вугілля
Вивітрювання та окиснення вугілля — окиснення вугілля в пластах, при видобуванні, транспортуванні і зберіганні, що призводить до його вивітрювання, зміни хімічних і технологічних властивостей.

## Загальний опис
Кожний пласт вугілля має у верхній частині зону вивітреного вугілля, розмір якої та склад вугілля в ній залежать від геологічних факторів та властивостей вугілля (генетичного типу, ступеня вуглефікації, розміру наносів над вугільним пластом). Окиснення і вивітрювання кам'яного вугілля призводить до появи у нього здатності до взаємодії зі слабкими розчинами лугів, тобто за властивостями воно наближається до бурого вугілля, хоч продукти, які отримують при цьому, не можна назвати гуміновими кислотами, оскільки при вуглефікації бурого вугілля гумінові кислоти зазнають незворотних змін і утворюють у кам'яному вугіллі речовини нейтральні до слабких лужних розчинів. Хоч не всі тверді горючі копалини схильні до самозаймання, однак, усі без винятку змінюють при вивітрюванні та окисненні фізичні і хімічні властивості. Завдяки цим процесам зменшується міцність вугілля і змінюється його ґранулометричний склад: знижується вміст великих зерен, які внаслідок розтріскування розсипаються на дрібніші. Змінюється поверхня зерен (грудок) вугілля, зменшується блиск вітриніту, з'являються бурі, жовті, білі нальоти, зумовлені відкладенням сульфатів за рахунок окиснення піриту і гідроксидів заліза, карбонатів тощо. Маса вугілля спочатку збільшується (до 8 %), — за рахунок приєднання кисню і поглинання води, — а потім зменшується. Різко зростає пористість вугілля за рахунок збільшення об'єму макропор. Змінюється також елементний склад органічної маси, причому вміст вуглецю і водню меншає, а кисню зростає. Ці зміни особливо помітні при окисненні вугілля в умовах підвищених температур. Знижується вихід і змінюється елементний склад летких продуктів, що утворюються при напівкоксуванні вугілля. У летких продуктах збільшується частка кисню і зменшується вміст вуглецю та водню. Значно зростає вміст у вугіллі карбоксильних, альдегідних, кетонних і хіноїдних карбоксильних груп, фенольних і спиртових гідроксильних груп, метоксильних і складноефірних сполук. Зміна елементного складу і хімічної будови вугілля внаслідок окиснення впливає на вихід летких речовин і теплоту згоряння, яка особливо помітно знижується при окисненні малометаморфізованого вугілля. Вихід летких речовин спочатку, як правило, збільшується, а потім зменшується, причому для високометаморфізованого вугілля зростання виходу летких речовин значніше. По мірі збільшення глибини окиснення в складі летких речовин зменшується вміст водню, метану, етану і зростає кількість СО і СО2.
Характерною ознакою окиснення вугілля є помітне зростання вмісту гігроскопічної вологи. Внаслідок збільшення кількості кисеньвмісних груп на поверхні вугільних частинок вона стає гідрофільною, що різко знижує флотованість вугілля. При окисненні кам'яного вугілля також знижується його спікливість, що призводить до погіршення якості коксу.
Внаслідок зміни хімічної будови органічної маси вугілля при окисненні спостерігається зниження виходу смоли напівкоксування, збільшення вмісту кисеньвмісних сполук у смолі і первинному газі, зростання виходу підсмольної води. При високотемпературному коксуванні окисненого вугілля помітно знижується вихід кам'яновугільної смоли і сирого бензолу, підвищується вихід пірогенетичної вологи і меншає теплота згоряння коксового газу внаслідок збільшення у ньому кисеньвмісних компонентів.